# Споменик Аеродром Лесковац
Споменик на аеродрому у Лесковцу је подигнут 27. јуна 1985. године у знак сећања на 11. српску ударну бригаду НОВЈ која је за време Другог светског рата (2. јуна 1944. године) извршила напад и спалила окупаторска 8 авиона, 32 камиона, 1.000 литара бензина и онеспособила аеродром који су користили Немци.
На свечаности приликом откривања споменика говорио је Стојан Миленковић. Аутор споменика је архитекта Миодраг Стевановић.